# クルト・ヘルマン
クルト・ヘルマン（Curt Herrmann、1854年2月1日 - 1929年9月13日）はドイツの画家、美術収集家である。ドイツの「印象派」の画家で、フランスなどで流行した「新印象派」のスタイルの作品も描いた。

## 略歴
ザクセン＝アンハルト州のメルゼベルクで実業家の家に生まれた。弟に考古学者のパウル・ヘルマン(Paul Herrmann: 1859-1935)がいる。1870年に家族とベルリンに移った。1873年に、かつてマックス・リーバーマンやハンス・フォン・マレースが学んだカール・シュテフェックのスタジオで学んだ。ミュンヘンに移りヴィルヘルム・リンデンシュミットに頼んで、ミュンヘン美術院で非公式の学生として1885年まで学んだ後、肖像画家として働いた。
1893年にベルリンに移り、女性のための絵画教室を開き、中断しながらも1903年まで続けた。フィリップ・フランク(Philipp Franck)やドーラ・ヒッツ(Dora Hitz)といった画家と友人になり、生徒になった女性と1897年に結婚した。ベルリンで画家、コレクターとしての地位を築き、「ベルリン分離派」が発足した時に設立メンバーとなり、理事になった。
結婚して新婚旅行で1897年にパリとブリュッセルを訪れ、ベルギーの芸術家、アンリ・ヴァン・デ・ヴェルデと知り合い、友人になった。ヴァン・デ・ヴェルデを通して、「新印象派」の活動や、代表的な画家、ポール・シニャックやアンリ＝エドモン・クロス、マクシミリアン・リュスと知り会い、彼らの作品を購入した。ヴァン・デ・ヴェルデはベルリンのヘルマンの住居の内装を手掛けた。シニャックやテオ・ファン・レイセルベルヘ、モーリス・ドニらとの交友から、ヘルマンはフランスを中心に広がった「新印象派」の動きをドイツに紹介する役割を担うことになった。1902年に画廊のオーナーに勧めて、ドイツで初めての「新印象派」の画家たちの展覧会が開かれた。1906年の「ベルリン分離派」の展覧会において、フランスのモダンアートの特別展示を企画した。友人のパウル・バウムとともに「新印象派」のスタイルの作品も描いた。
1914年に「ベルリン分離派」が分裂した時、「自由分離派」(Freie Secession)を設立した。
1920年代に鬱病になり、1923年頃に絵を描くのを止めた。

## 作品
- 「赤い服の女」(1893)
- 「ボートの中の少女」(1897/98)
- 「プレッツフェルトの道」(1901)
- (1903)
- 「プレッツフェルト近くの風景」(1906/07)
- (1911)
- 自画像 (1919)
- 「雉のいる静物画」(1923)